# 검단사거리역
검단사거리(검단수한방병원)역(Geomdan Sageori(Geomdansu Oriental Madicine Hospital)Station, 黔丹四거리驛)은 인천광역시 서구 오류왕길동에 있는 인천 도시철도 2호선의 전철역이다. 이 역부터 독정역까지 지하 구간이다.
2016년 7월 30일에 개통 된 후 이용객 조사 결과 인천 도시철도 2호선의 모든 역들 중 가장 이용객이 많은 것으로 집계되었으나, 현재는 서구청역이 이 역의 압도적인 이용객 수를 기록하는 기염을 토해냈다.

## 역사
- 2015년 10월 5일: 검단사거리역으로 역명 결정[1]
- 2016년 7월 30일: 인천 도시철도 2호선 개통과 함께 영업 개시[2]

## 구조
2면 2선의 상대식 승강장을 가진 지하역이다. 스크린도어가 설치되어 있다.

### 승강장
| 왕길 ↑   |
| 하 \| 상 |
| ↓ 마전   |

| 상행 | ● 인천 도시철도 2호선 | 왕길·검단오류 방면                                                |
| 하행 | ● 인천 도시철도 2호선 | 검암·서구청·석남·인천가좌·주안·만수·남동구청·인천대공원·운연 방면 |

## 역 주변
| 나가는 곳 | 방면 |
| --------- | --- |
| 1         | 검단119안전센터 검단중학교 검단먹거리타운 검단지구대 검단우체국 인천왕길초등학교 인천금곡초등학교 검단청소년문화의집 |
| 2         | 검단1동행정복지센터 검단노인회관 인천완정초등학교 마전중학교                                                         |
| 3         | 왕길지하차도 |

## 인접한 역
| 인천 도시철도 2호선     | 인천 도시철도 2호선   | 인천 도시철도 2호선 |
| ----------------------- | --------------------- | ------------------- |
| I202 왕길 검단오류 방면 | ● 인천 도시철도 2호선 | I204 마전 운연 방면 |

## 사진

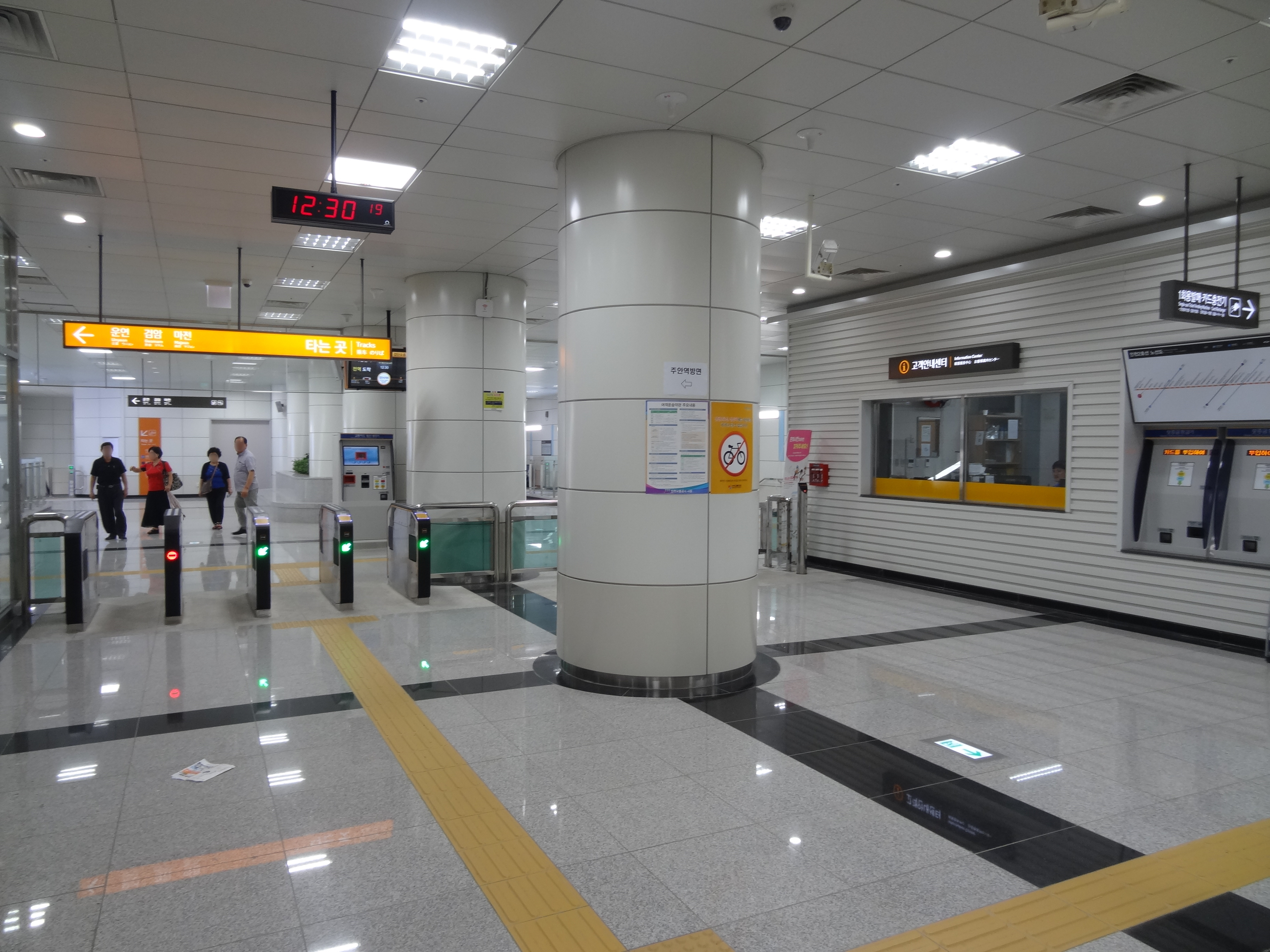
대합실 및 개찰구
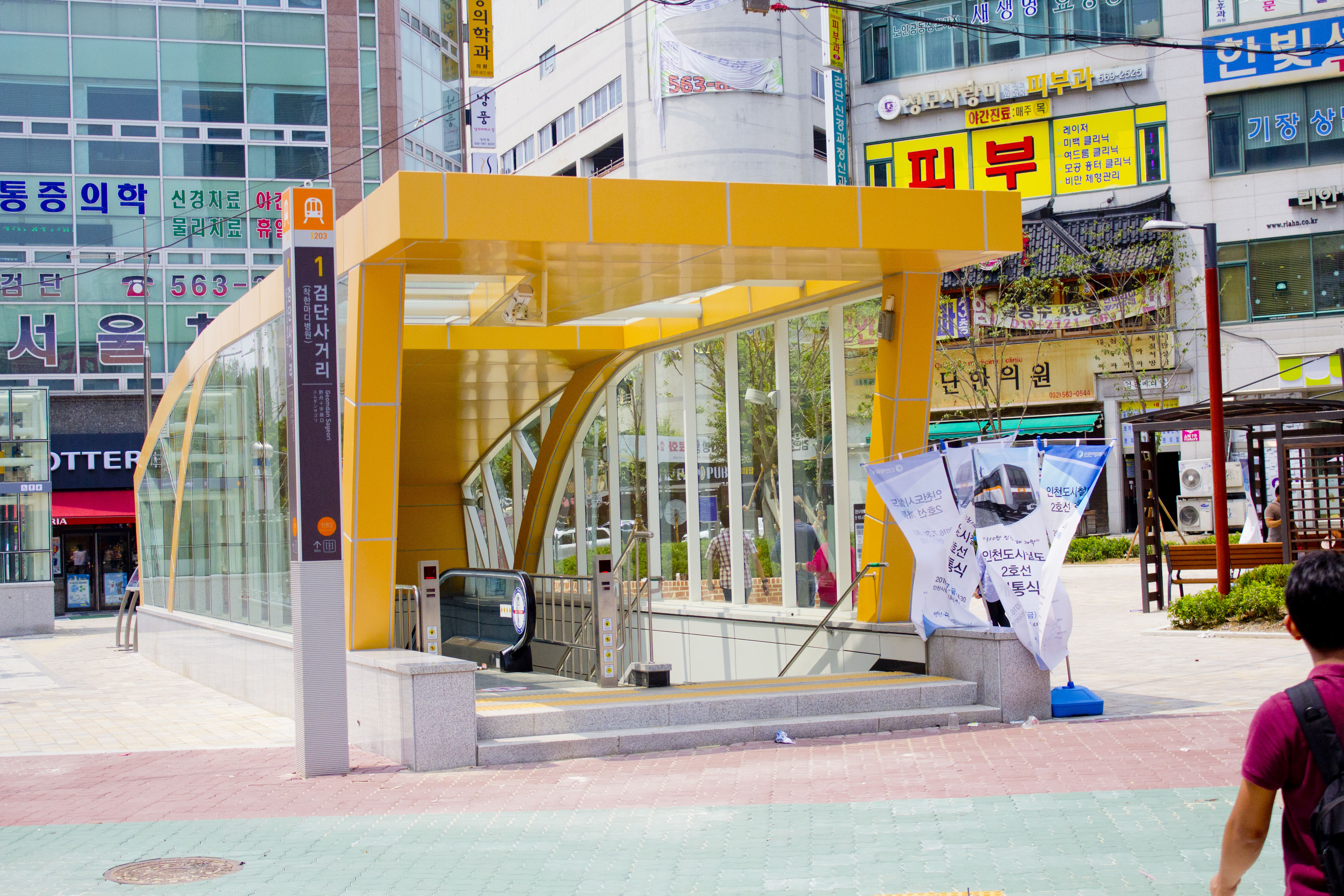
인천2호선 검단사거리역 1번출구
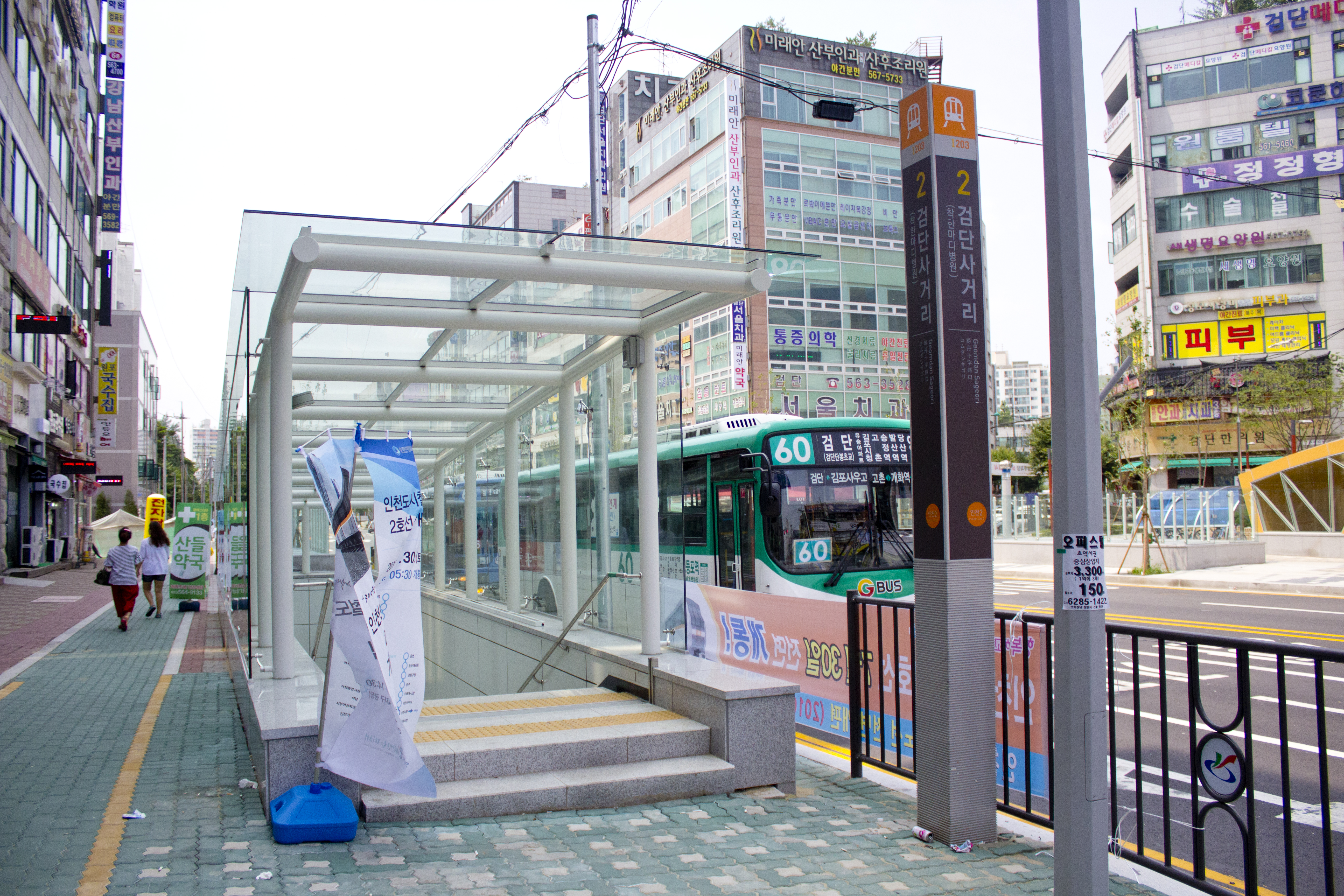
인천2호선 검단사거리역 2번출구